# IJsselmeervisserij
De IJsselmeervisserij bestaat in Nederland sinds het IJsselmeer er is: 1932, de afsluiting van de Zuiderzee. In het begin nog met houten botters, tegenwoordig met stalen kotters. Er is in die jaren veel veranderd. 

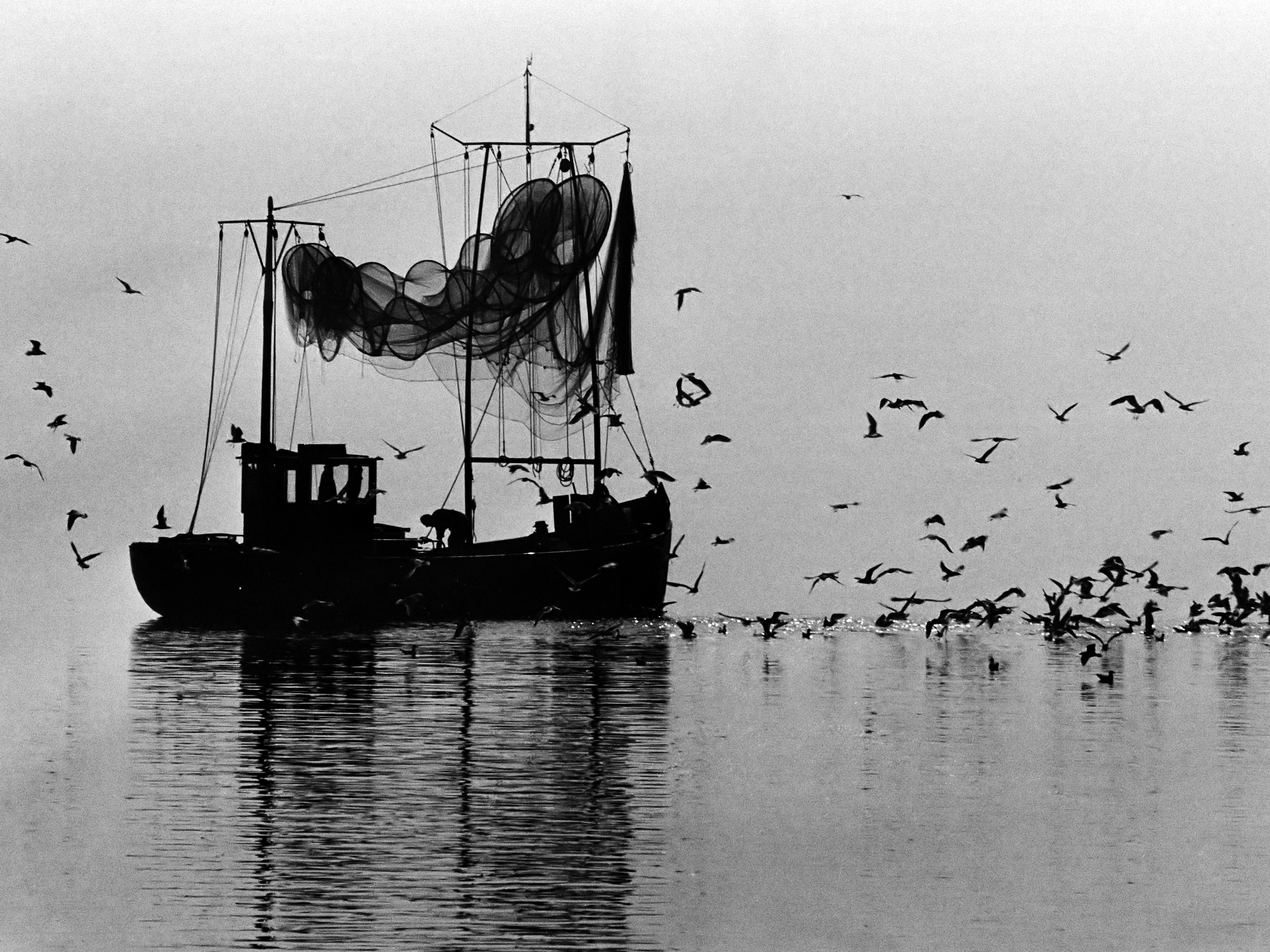
IJsselmeervisserij (1979)

## Geschiedenis
Vanaf 1932 mochten er op het IJsselmeer veel minder vissers hun werk doen dan voorheen op de Zuiderzee. Een groot deel van hen werd dan ook voor een kleine vergoeding uitgekocht door de overheid. Bovendien gingen veel vissers, voor het merendeel afkomstig uit Urk, op de Noordzee hun heil zoeken. Een groot deel stopte echter ook, zoals op het eiland Marken, waar niemand meer vist. Er werd door de regering snoekbaars uitgezet in de afgesloten zee, die het verrassend goed deed. De palingstand werd ook beter, doordat het water zoet geworden was. De enige vissoort die overbleef van de oude Zuiderzee was de spiering. De vissers visten dus zolang het kon door, al moesten bijvoorbeeld de vissers uit Vollenhove en Blokzijl stoppen toen de Noordoostpolder er kwam, omdat ze hun zee niet meer op konden.
Toen de rest van Flevoland er kwam in de jaren 50 tot en met '70 stopten ook de Elburger vissers, bijna elke visserman uit Harderwijk en Spakenburg gaf er ook de brui aan. Zo bleven er steeds minder vissers over. De genadestoot voor de visserij op het IJsselmeer is echter het kuilverbod in 1970 geweest. Voor dit jaar visten de IJsselmeervissers namelijk met een kuilnet op paling, wat vanaf toen verboden werd. Sinds dit jaar mocht er alleen nog passieve visserij toegepast worden. De gebruikte visserijmethoden worden hieronder beschreven. Het werd met de visserij echter steeds minder door verschillende oorzaken, zodat er anno 2006 nog ongeveer 30 visserijbedrijven overblijven rond het gehele IJsselmeer. Er zijn nog enkele bekende familiebedrijven over. Sommige families visten al eeuwen IJsselmeer, voorheen Zuiderzee. Nog enkele stalen kotters liggen nog in de havens van onder andere Enkhuizen.

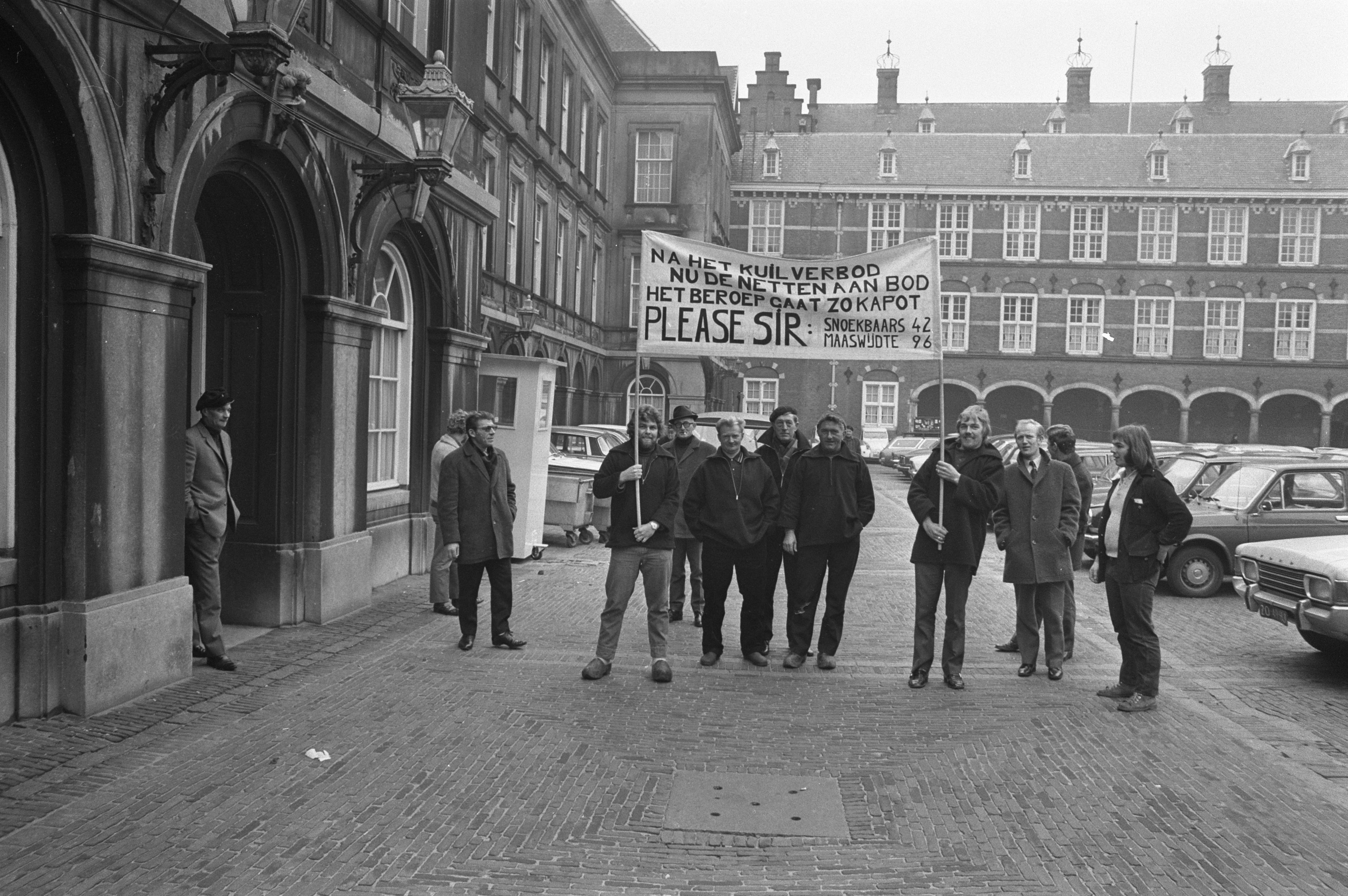
IJsselmeervissers demonstreren op Binnenhof tegen beperking van hun visserij

## Kuilvisserij
Dit is de enige actieve vorm van visserij op het IJsselmeer, waarbij het net voortgetrokken wordt. In 1970 kwam hier een verbod op; er is echter een uitzondering voor de palingvissers die met kisten of hoekwant vissen om er aas mee te vangen. Het net wordt door het water getrokken en zit met een lijn vast voor aan het schip. De lijn splitst zich in tweeën naar een boom, waar het net aan vastzit. De vis gaat onder de boom door het net in. Het net is eerst breed, maar het wordt steeds nauwer tot je de zak hebt waar de vis in terechtkomt.

## Kistenvisserij
De kotters gaan ’s middags de haven uit, variërend van twee uur tot vier uur; dat ligt aan het weer. Dan wordt eerst spiering opgevist met een kuil (zie boven).
Deze spiering wordt gebruikt als aas om in de kisten te doen. De spiering heeft namelijk een zeer sterke geur en hier komt de aal op af. Ook wordt in het voorjaar tot eind mei kuit van brasem gebruikt, omdat de spiering dan nog te klein is om gebruikt te worden. 
De kisten worden uitgezet aan een lange lijn: kilometers lang, met om de vijftig meter een snoer met een kist eraan. In de houten kisten zitten twee netjes die naar binnen toe lopen, zodat de aal er wel in kan, maar niet eruit. Ook zit er een gaatje in van 14 millimeter, zodat de ondermaatse aal eruit kan. Als de kisten uitgezet zijn is er tijd voor een korte nachtrust van enkele uren.
Dan worden de kisten weer ingehaald, die dus de nacht over in zee staan. Daarvoor staat er een inhaalmachine aan boord, die de draad inhaalt; één persoon haalt de snoeren in met de kisten eraan en de ander leegt ze en spoelt ze schoon. Als alle kisten binnengehaald zijn, wordt de aal gelost bij de afslag en worden de kapotte kisten gemaakt.

## Hoekwantvisserij
Deze visserij wordt ook met een lange lijn beoefend (wel korter dan met kisten) waar dan geen kisten, maar haken aan zitten. Hieraan wordt aas gedaan: spiering of wormen. De hoekwantvissers werken op ongeveer dezelfde tijden als de kistenvissers. Alleen de kosten zijn hoger doordat de lijn die ze gebruiken maar één keer meegaat. Deze visserij wordt ook wel beugvisserij genoemd. Deze vorm wordt over de hele wereld gebruikt; een voorbeeld hiervan is de visserij op zwaardvis in de film The Perfect Storm.

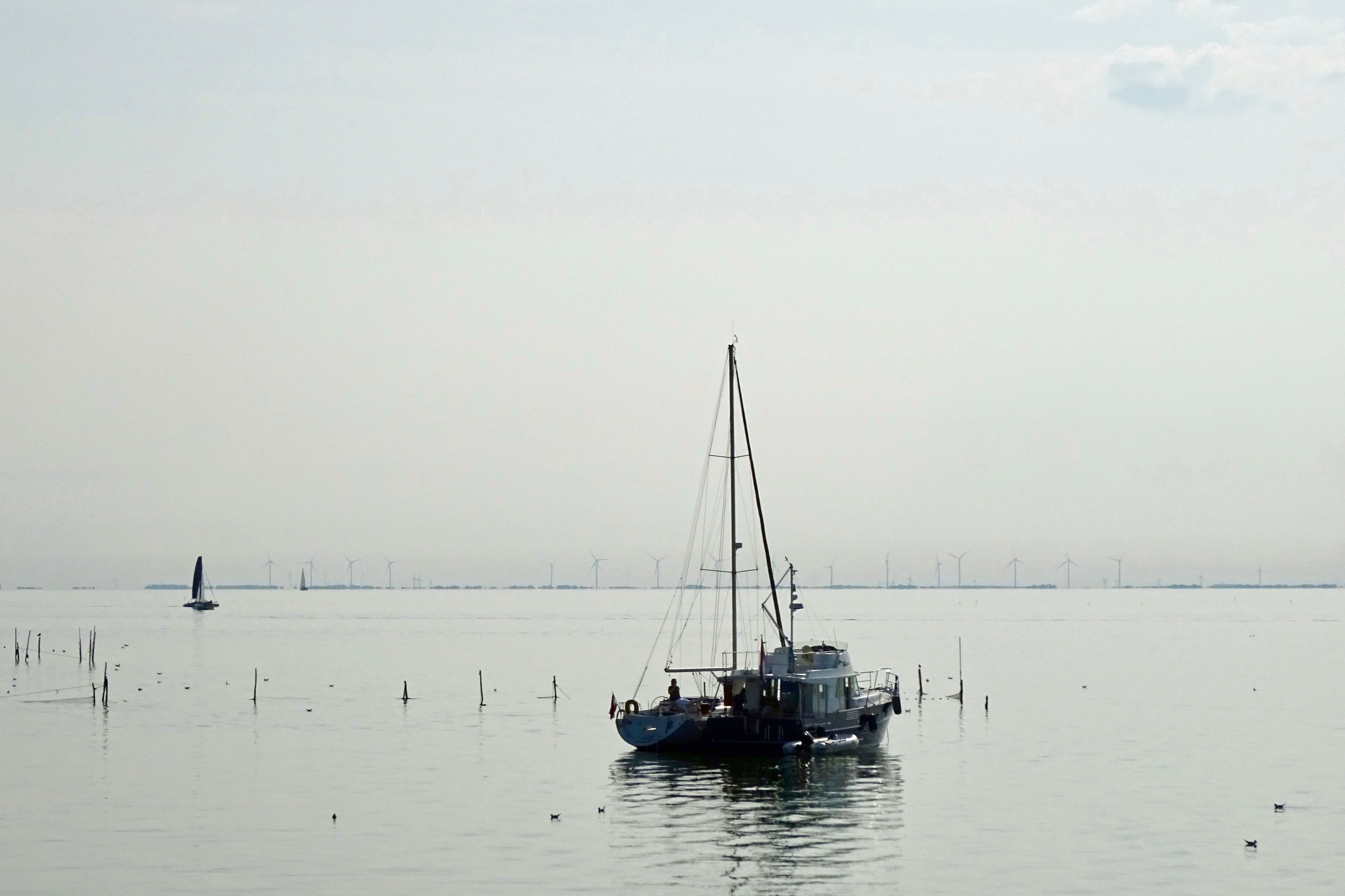
Visser bij zijn grote fuiken, bij Stavoren

## Fuikenvisserij
De fuikenvisserij wordt gedaan met fuiken; er worden twee soorten gebruikt: schietfuiken en grote fuiken.
De grote fuiken staan langs de kant met stokken op vastgestelde plekken en de schietfuiken worden los achter elkaar in het water gezet. De fuikenvissers gaan om ongeveer 6 uur de haven uit, waarna ze de fuiken inhalen, legen en weer terug zetten. Dit duurt tot ongeveer drie uur ’s middags, wanneer ze de aal gaan lossen. Maar dan moeten er verder nog fuiken geboet (gerepareerd) worden. De visserij met schietfuiken mag ongeveer 12 weken per jaar beoefend worden in de zomer. De grote fuiken mogen veel langer gebruikt worden: sommige vissers gebruiken ze vanaf het begin van de zomer tot eind december. De schietfuiken worden ook in het voorjaar gebruikt om op spiering te vissen. Dit is een zeer lucratieve visserij, die echter maar een paar weken duurt.

## Staandwantvisserij
Deze vorm van visserij wordt door bijna alle kotters gebruikt in het winterseizoen, dat loopt van ongeveer september tot half maart. Er mag met netten gevist worden van 1 juli tot 15 maart, maar de meeste vissers beginnen pas in september te vissen met de netten. De netten die gebruikt worden, zijn staandwant netten, dat wil zeggen dat ze rechtop in het water staan. Ze zijn 100 meter lang en er zitten kurken aan de bovenkant en lood aan de onderkant, zodat ze rechtop blijven staan. Met de staandwantvisserij worden dagen gemaakt van ’s ochtends vijf uur tot ’s middags vijf uur. Er wordt gevist op snoekbaars, rode baars, bot en blei en er worden ook nog voorns en krabben bijgevangen en andere vissoorten.

## Belangrijkste vissoorten
De belangrijkste vissoorten voor de IJsselmeervisserij zijn de paling, snoekbaars, rode baars, spiering, blei (brasem), bot en de Chinese wolhandkrab. Ook wordt nog voorn gevangen, alsmede zalm, forel, snoek, karper, pos en zoetwatergarnalen.